# نوریکو یاماشیتا
نوریکو یاماشیتا (انگلیسی: Noriko Yamashita؛ زادهٔ ۶ مارس ۱۹۴۵) بازیکن والیبال اهل ژاپن است.